# Língua nyole (Uganda)
Nyole (também chamada loNyole, lunyole, nyuli) é uma língua banta falada pelos luhyas no distrito Tororo, Uganda próxima ao Lago Kyoga. Há 61%  de similaridade léxica com a relacionada, mas diferente, língua nyole (Quênia).

## Escrita
A língua nyole do Quênia usa uma forma do alfabeto latino sem as letras Q e X. Usam-se as formas Bb, Ny, Ŋ e mais 46 encontros de duas ou três letras.

## Fonologia

### Consoantes
|             |                                | Consoante labial | Alveolar | Palatal | Velar |
| ----------- | ------------------------------ | ---------------- | -------- | ------- | ----- |
| Nasal       | Nasal                          | m                | n        | ɲ       | ŋ     |
| Plosiva     | Lênis                          | p                | t        | tʃ      | k     |
| Plosiva     | Fortis                         | b                | d        | dʒ      | g     |
| Plosiva     | Oclusiva pré-nasalizada fortis | ᵐb               | ⁿd       | ᶮdʒ     | ᵑg    |
| Fricativa   | Lênis                          | ɸ                | s        |         | x     |
| Fricativa   | Fortis                         | β                |          |         |       |
| Aproximante | Aproximante                    | w                | l~ɾ      | j       | (w)   |

Nyole tem uma série de oclusivas lênis, fortis e pré-enasalizadas. /w/ é aproximante láio-velar.

### Vogais
|         | Anterior | Posterior |
| ------- | -------- | --------- |
| Fechada | i        | u         |
| Medial  | e        | o         |
| Aberta  | a        | a         |

### Mudanças históricas
Nyole teve um desenvolvimento interessante desde a língua Proto-Banta * p → Nyole  / ŋ /. Schadeberg (1989) conecta essa alteração de som à rinoglottophilia, onde a mudança de som se desenvolveu primeiro como *[p] → [ɸ] → [h].  Então, devido à similaridade acústica de [h] e voz murmurante para nasalização, o som progrediu como [h] → [h̃] → [ŋ]. O local do desenvolvimento da articulação das velares é devido a nasais velares sendo o menos perceptível nas nasais no seu estado marginal no (pré) Nyole e em outras linguas Bantas. Em línguas vizinhas estreitamente relacionadas,  o * se desenvolveu de forma diversificada /h/ ou /w/ ou desapareceu.
Este desenvolvimento histórico resulta em alternações chamadas "loucas", como  / n / + / ŋ / resultando em  / p / como a seguir:
n-ŋuliira ("ouvir" forma da raiz) : puliira "Eu ouço"
n-ŋumula ("descansar" forma da raiz) : pumula "Eu descanso"
Nas duas palavras acima, quando o primeiro prefixo de assunto singular  / n- / é adicionado à raiz começando com  / ŋ /, a superfície da consoante inicial é coa raiz originall /ŋ/ pode ser percebida.